# Gà lai Hồ - Lương Phượng
Tổ hợp gà lai Hồ - Lương Phượng là các tổ hợp lai hai máu giữa gà Hồ và gà Lương Phượng, được công nhận là tiến bộ kỹ thuật trong ngành chăn nuôi Việt Nam (Quyết định công nhận số 289/QĐ-CN-GSN của Cục Chăn nuôi).
Các tổ hợp lai bao gồm: tổ hợp gà lông màu lai F1 (1/2Hồ, 1/2 Lương Phượng), còn gọi là gà lai 1/2 Lương Phượng; và [Lương Phượng x F1 (Hồ x Lương Phượng)], còn gọi là gà lai 3/4 Lương Phượng.

## Đặc điểm ngoại hình

### Gà lai 1/2 Lương Phượng
Lúc mới nở, gà 1/2 Lương Phượng có lông màu vàng, một số các thể trên lưng có những sọc đen trắng.
Gà trống trưởng thành có thân hình chắc khỏe, cân đối; da chân và mỏ có màu vàng, cổ dài vừa phải; lông màu nâu sẫm chiếm 61,7%, màu nâu đen (cánh gián) chiếm 4,2%, màu nâu vàng chiếm 34,1%; có ba loại mào: mào nụ 21,3%, mào đơn (mào cờ) 36,2% còn, mào kép 42,5%.
Gà mái trưởng thành có chân cao vừa phải, thân hình cân đối, da chân và mỏ có màu vàng; lông màu nâu nhạt chiếm 25,4%, màu nâu sọc chiếm 69,0%, màu đen hoa 5,6%; mào nụ chiếm 36,4%, mào đơn chiếm 30,9%, mào trung gian chiếm 32,7%.
Gà nuôi thương phẩm có thân đồ thị cân đối, nhanh nhẹn, chân chắc khoẻ, lườn tương đối phẳng; chân tương đối to, cao, đùi dài.

### Gà lai ¾ Lương Phượng
Lúc mới nở, gà con đa số có màu lông vàng rơm và vàng xám, một số con trên lưng có những sọc đen trắng; khi trưởng thành có trên 80% có mào cờ, 10% có mào nụ, mào xuýt.... Da chân màu vàng là chủ yếu.

## Một số chỉ tiêu kinh tế kỹ thuật

### Nuôi lấy thịt
Lúc 12 tuần tuổi đạt, tỷ lệ nuôi sống trên 94%. Gà (1/2 Hồ, 1/2 Lương Phương) và gà (3/4 Lương Phượng, 1/4 Hồ) lần lượt đạt 1.797 gram/com và 2.045 gram/con; tiêu tốn thức ăn cho 01 kg tăng trọng là 2,84 kg và 2,63 kg/kg; tỷ lệ thân thịt là 71,74% và 72,50%.
Nuôi 150 con gà lai broiler sau 12 tuần có lãi 2,5 triệu đồng.

### Nuôi sinh sản
Gà mái 1/2 Lương Phượng thành thục sinh dục khi 24 tuần tuổi, đẻ 50% và đỉnh cao khi 28 và 31 tuần tuổi; sản lượng trứng đến 50 tuần tuổi đạt 91,51 quả/mái; tiêu tốn thức ăn là 4,34 kg/10 trứng giống.
Khi ấp, nở, so với số trứng đem ấp, tỷ lệ nở 84,96%, tỷ lệ gà con loại I đạt 80,20%.